# آکریدین
آکریدین (انگلیسی: Acridine) یک ترکیب آلی ناجور حلقه حاوی نیتروژن است. این ترکیب به شکل پودر سفید رنگ بوده و نخستین بار در سال ۱۸۷۰ توسط دو شیمیدان آلمانی به نام‌های کارل گربه و هنریک کارو کشف و جداسازی شد.